# RC Kouba
Raed Chabab Kouba (în arabă رائد شباب القبة), denumit în mod obișnuit RC Kouba sau simplu RCK, este un club de fotbal algerian care reprezintă orașul Kouba în competițiile fotbalistice. În prezent echipa evoluează în liga a doua, al doilea nivel fotbalistic din Algeria.